# 储望华
儲望華（1941年—），中國江蘇宜興人，儲安平和端木露西之子，旅居澳大利亞鋼琴家。

## 生平
生于湖南省安化县蓝田镇（在今湖南省娄底市涟源市境内），即父亲儲安平任职的国立师范学院所在。
1957年，其父親儲安平於《光明日報》上發表《向毛主席、周總理提些意見》，使毛澤東「一連幾天沒睡好覺」（據胡乔木兒子胡石英透露），儲安平被打成「全國最著名的幾名大右派」，儲望華身為「大反派之子」而被牽連。當時儲望華欲考入中央音樂學院，院領導最初出於壓力取消儲望華於作曲系的入學通知書，一週後該音樂學院的招生組重新考慮儲望華的入學申請，並讓他進入了鋼琴系。1952年至1958年，进入中央音樂學院少年班（後於1957年6月1日更名為中央音樂學院附屬中等音樂學校）學習，後隨校自天津搬遷至北京，進入鋼琴系學習，1963年大學畢業後留校任教。儲望華其後移居澳大利亞，其妻子唐希琳為墨爾本大學醫學系博士，育有二子（儲濤及儲波）。

## 作品
儲望華幼年時已顯其音樂天賦，14歲時（即1956年）其創作的二胡獨奏曲《村歌》在全國音樂週公演，《人民日報》在消息報導中稱他為「帶紅領巾的作曲者」。
1961年儲望華的兩首鋼琴獨奏《江南情景組曲》及《變奏曲》被選入《全國高等院校優秀教材》被廣泛使用並出版。他改編及創作的鋼琴作品《翻身的日子》《解放區的天》《二泉映月》《新疆隨想曲》《南海小哨兵》《前奏曲》等，被中國鋼琴家大量演奏，在音樂院校及業餘考級或比賽中，被師生作為常用教材和曲目，在音樂會（及唱片）中受到廣大群眾喜愛，在國內外產生了廣泛的影響。
儲望華於文革期間的大部份作曲都是基於個人創作，但當時在文革中國卻流行「集體創作」，其最膾灸人口的作品《黃河鋼琴協奏曲》被宣傳成為「按江青指示，跟殷承宗、劉莊、盛禮洪、石叔誠及許斐星六人合力將黃河大合唱改編湊合而成」。
儲望華1987年榮獲澳大利亞“邁基”作曲比賽大獎，並成為澳大利亞音樂中心終身常任代表。他的兩首交響詩《灰燼星期三》和《秋之泣》曾由墨爾本交響樂團公演。他的《關山月》（李白詩，為女高音、六重奏及打擊樂）曾在1986年香港“第一屆中國現代作曲家音樂節”公演。他的《第一弦樂四重奏》曾由澳大利亞PETRA四重奏小組公演。1999年儲望華的混聲合唱作品《華夏情懷-旋律與變奏》在香港文化中心公演，受到好評。
储望华给钢琴改编的《康定情歌》被选入多个业余钢琴考级考纲。